# Johann Paul Geycke
Johann Paul Geycke (* 1726; † 1804 in Hamburg) war ein Hamburger Orgelbauer des 18. Jahrhunderts.
Geycke führt in Hamburg eine eigene Werkstatt. Georg Wilhelm Wilhelmy (1748–1806) war sein Geselle. Geycke gelang es ab 1765, den itzehoer Orgelbauer Johann Daniel Busch (1735–1787) aus Hamburg zu verdrängen.
Sein Sohn Joachim Wilhelm Geycke (1768–1840) führte die väterliche Werkstatt fort. Sein Enkel war der Hamburger Orgelbaumeister Christian Heinrich Wolfsteller (1830–1897), sein Schwiegersohn der Orgelbauer Balthasar Wohlien (1745–1804) aus der bekannten Altonaer Orgelbauerfamilie Wohlien.

## Werke
| Jahr           | Ort              | Gebäude                    | Bild | Manuale | Register | Bemerkungen |
| -------------- | ---------------- | -------------------------- | ---- | ------- | -------- | --- |
| 1752           | Kirchwerder      | St. Severini               |      | II/P    |          | Reparatur der Orgel von Hinrich Speter (1641) |
| 1763           | Eppendorf        | St. Johannis               |      |         |          | Reparatur und Übernahme der Pflege |
| 1765–76 / 1780 | Hamm             | Dreifaltigkeitskirche      |      |         |          | Pflege der Orgel von 1765 bis 1776, im Jahr 1780 Kostenvoranschlag für Reparatur, danach Reparatur und Erneuerung einiger Register |
| 1766/70–72     | Borstel (Jork)   | St. Nikolai                |      | II/P    | 20       | 1766 Reparaturen: Bälge, Kanäle, Windladen, Mechanik, Klaviaturen, Tremulant und Zungenstimmen werden repariert. 1770–72 wird die Orgel komplett umgebaut und auf die Westempore verlegt; außerdem bekommt die Orgel ein neues Gehäuse, eingebaut werden zwei zusätzliche Bälge, neue Kanäle, zwei neue Pedalladen, eine neue Mechanik, eine neue Posaune 16’ und Octav 8’ im Pedal; das Cornet 2’ (Ped) wird zur Trompete 4’ umgestellt; der Principal 8’ im HW wird foliert und die BW-Türen erhalten folierte Blindpfeifen; alle Werke erhalten ein Ventil und die Zimbelsterne werden in den Basstürmen angebracht. |
| 1768           | Hamburg-Altstadt | St. Petri                  |      |         |          | Reparatur |
| 1768           | St. Pauli        | Pesthofkirche, Annenstraße |      |         |          | Neubau |
| 1774–75        | Hamburg-Altstadt | St. Jacobi                 |      | IV/P    | 60       | Reparatur und Einbau eines neuen Spieltisches mit vier Manualen → Hauptartikel |
| 1777/1796      | Altona           | St. Trinitatis             |      |         |          | Reparatur |